# Victoria Hæstad Bjørnstad
Victoria Hæstad Bjørnstad (nascida em 1999) é uma orientadora norueguesa que compete internacionalmente e corre pelo clube Fossum IF.
Ela representou a Noruega no Campeonato Europeu de Orientação de 2021 onde conquistou a medalha de bronze, ao lado de Eskil Kinneberg, Kasper Fosser e Andrine Benjaminsen. Ela também competiu no sprint Knock-out, onde se classificou para os quartos de final.